# 丝绸历史

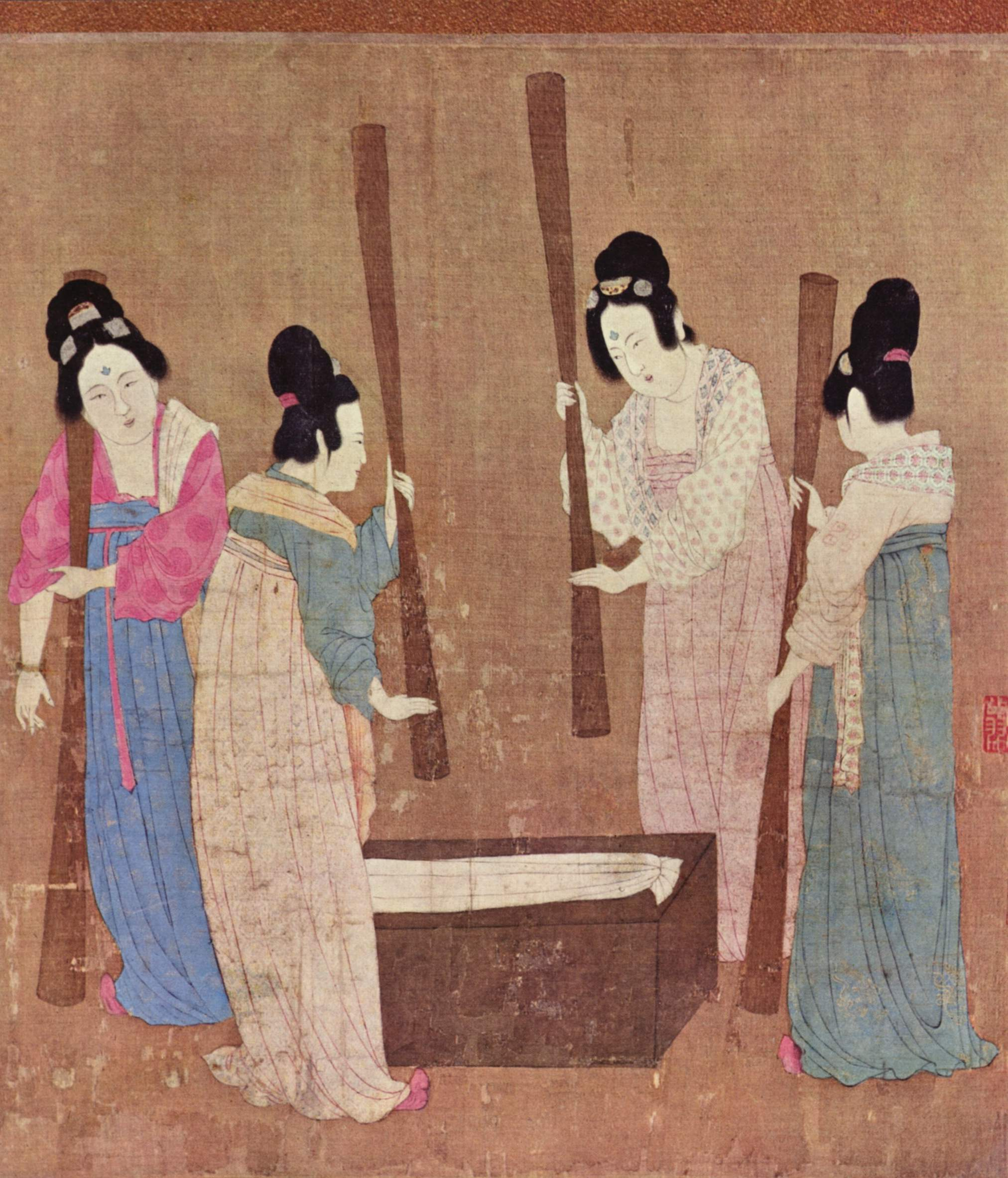
唐代畫家張萱作品《搗練圖》（摹本）描繪婦女製作絲綢

丝绸的生产起源于中国，可以追溯到史前时代，最早是在新石器时期（仰韶文化，公元前4000多年）。在西漢（公元前一世紀開拓絲綢之路之前，絲綢的使用一直局限於東亞地區，之後一千年來絲綢製作都由中國壟斷。絲綢不僅用於衣物，而且還有許多其它用處，包括書寫。在唐朝，人们穿戴的丝绸颜色是区分社會階級的重要象徵。
日本在弥生時代（公元前300年左右）傳入養蠶術。而到6世紀為止，東羅馬帝國成功獲得桑蠶卵，開始桑蠶的養殖。與此同時，阿拉伯人也開始生產絲綢。由於養蠶業傳播，雖然中國仍然在奢侈品絲綢市場上保持著優勢，但外地已經不那麼依賴中國出口絲綢。十字軍東征把絲綢產品帶到西歐，特別是義大利半島上的城邦國。這些國家把出口絲綢到歐洲其餘地方造成經濟的繁榮。中世纪时期，随着一些诸如纺车之类设备的首创，制造技术的变革也开始发生。十六世紀期間，雖然其它大部分國家發展他們自己絲綢工業的努力並沒有成功，但法国在意大利之后也开始丝绸贸易，并取得成功。
工業革命大大改變歐洲絲綢工業的面貌。由於紡棉技術的創新，棉製品變得越來越便宜，导致昂贵的丝绸产品不再是那么的主流化。然而，這些新的紡織技術提高产品的生產效率。在这些新的纺织技术中，包括用于丝绸绣花技术的作雅卡尔织机（或稱提花機）种桑蚕流行病导致丝绸产品的下滑，特别是在法国，丝绸工业从此一蹶不振。二十世纪時，日本和中国在丝绸生产方面重获早期的地位，而現在的中國再一次成為世界上最大的絲綢生產國。新織物諸如尼龍的興起削弱絲綢在整个世界的流行，而现在丝绸再一次成某种稀有奢侈物品，但与其鼎盛时期相比，丝绸的地位变得不再那么重要，而是成為多種紡織產品的一部份。

## 早期

### 絲綢的出現

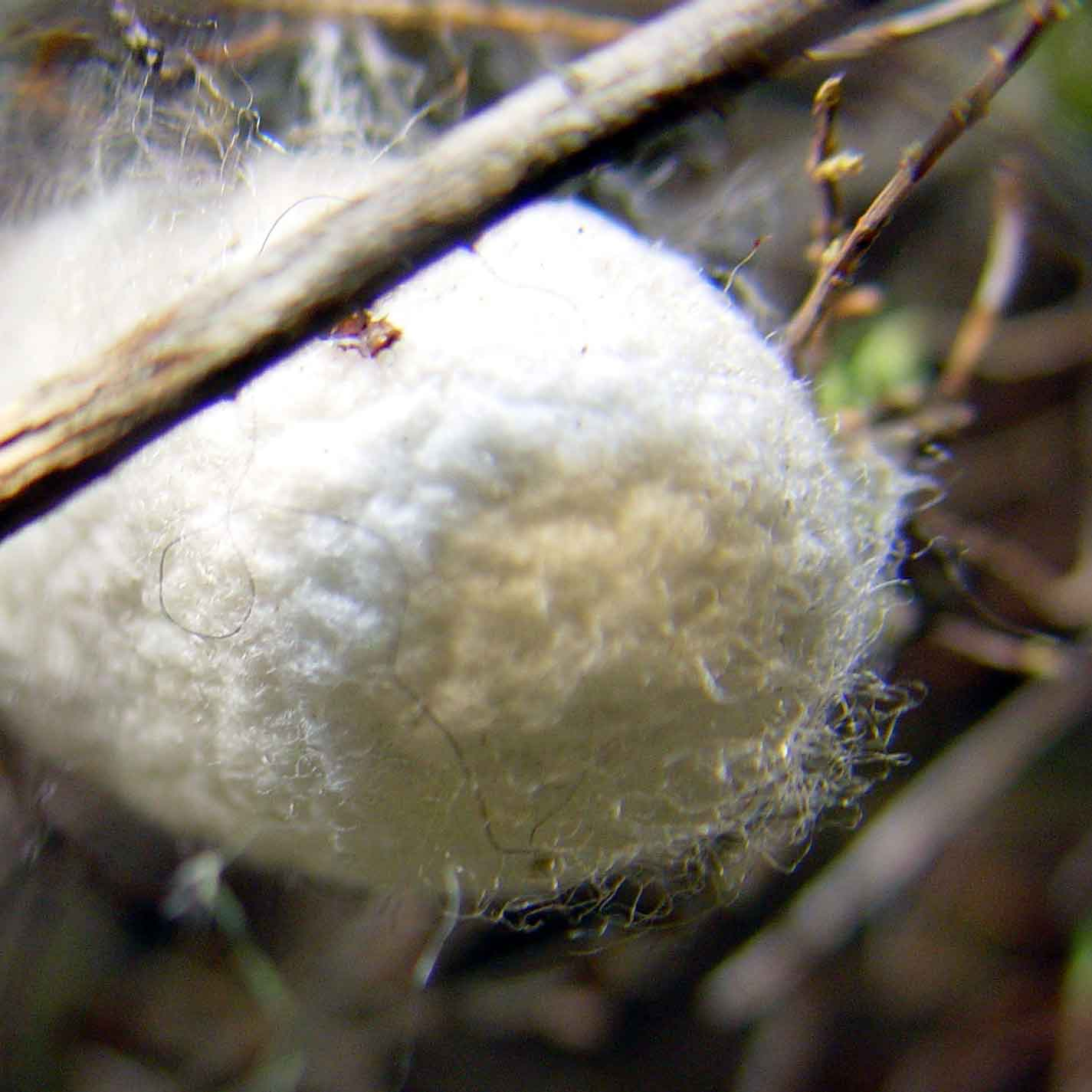
桑蠶繭

在山西夏縣的仰韶文化遺址上，研究人員發現最早的絲綢證據。研究人員在那兒發現一個被鋒利的刀切成兩半的蠶繭，而此蠶繭的日期確定在公元前4000年到公元前3000年間。這個物種被鑒定為蠶屬家蠶（學名為bombyx mori），即馴化的桑蠶。在浙江餘姚的的河姆渡遺址也可以看到原始的织机碎片，该碎片可追溯至约公元前4000年。最早使用丝绸织物的例子是在公元前3630年，当时用来包裹小孩儿。这些织物出土自河南荣阳的青台村的仰韶文化遗址。 在浙江湖州市吳興區钱山漾的良渚文化遺址也发现可追溯至公元前2700年的丝绸碎料。 其它的絲綢碎片在商朝（約公元前1600年至公元前1046年）王陵裡也再次發現過。
再后来，中国人制造丝绸的秘密被朝鲜、日本和印度所知晓，他们都学会如何制造丝绸。《舊約》間接提到的織物表明絲綢在《聖經》時代已在西亞聞名。 學者們相信，从公元前2世纪开始，中國人建立一条旨在向西方出口絲綢的商業網路。 比如，當亞歷山大大帝征服波斯王國時，他們發現波斯宮廷和波斯國王大流士三世使用絲綢。 然而，即使絲綢快速傳遍整個歐亞地區（日本可能除外），中國仍然獨家經營三個世紀之久的絲綢產品。

### 神話和傳說

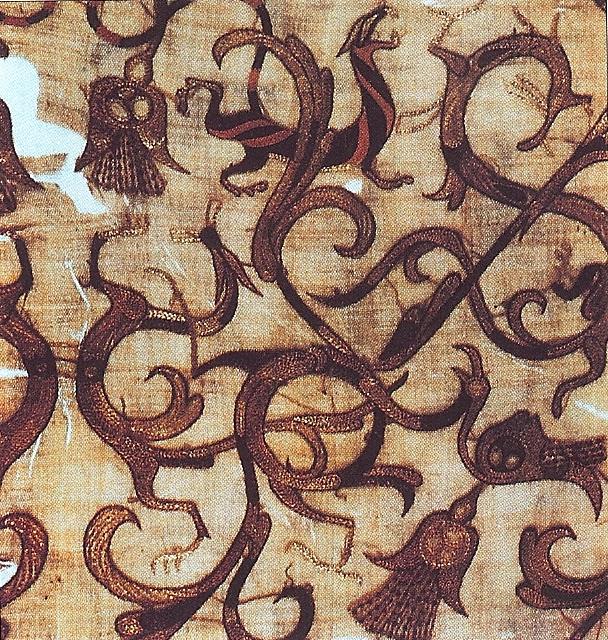
中國湖北省馬山周朝墳墓內發現的綉花絲綢薄紗儀服的局部。

孔子和中國古典典籍詳細敘述黃帝時期，一個桑蠶的蠶繭掉進黃帝正妃嫘祖的茶杯里。時年14歲的嫘祖希望從茶杯中取出蠶繭，展開蠶繭的絲線，她想嘗試編織蠶絲。在黃帝的建議下，她觀察桑蠶的生活並開始教授隨行人員飼養桑蠶的技術，即養蠶術。她從此成為中國神話中的絲綢女神，以及在传说中被认为是中国最早养蚕的。传说在許配給于阗的西漢和親公主堅持下，絲綢終於開始外傳。如果沒有所愛的織物作為嫁妝，公主便拒絕出嫁。這最終打破皇帝出口桑蠶的禁令。

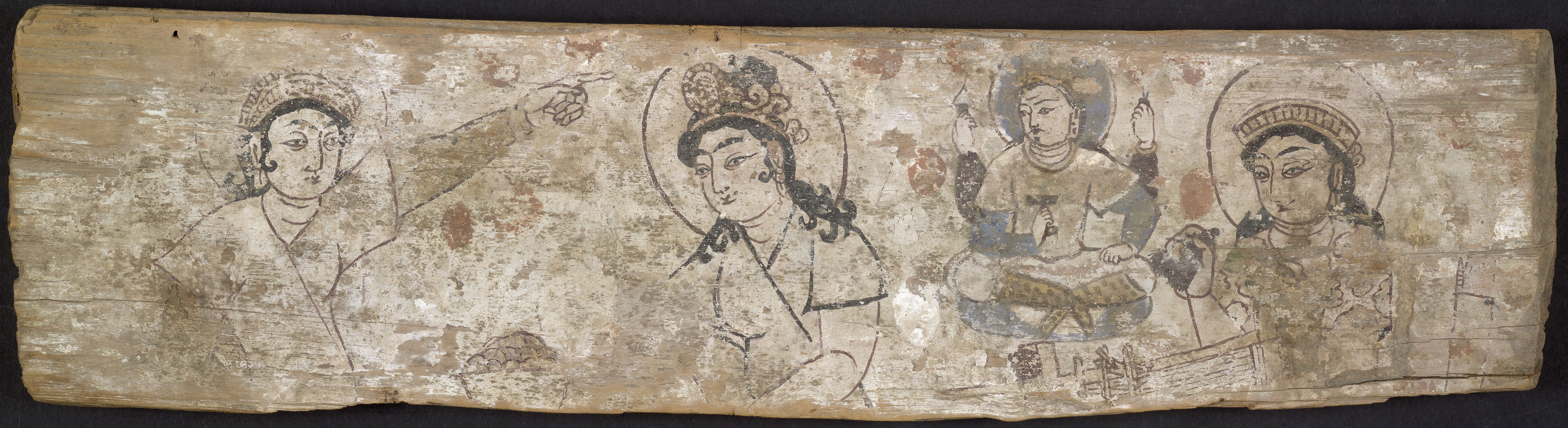
新疆丹丹乌里克历史文化遗迹出土的一幅绘有上述的“东国公主传蚕种”传说的木板：一位公主在帽子里偷偷地隱藏来自“东国”的蚕卵，成功西传。这个传说故事在玄奘《大唐西域记》、《新唐书•西域传》中都有所记载。

雖然絲綢被大量出口到國外，但养蚕业仍然是古代中国人精心保守的秘密。於是其他民族異想天開地捏造關於這種令人難以置信的織物來源的各種各樣傳聞。在古典時代，欣賞絲綢的羅馬人相信，中國人是用樹葉織出這種織物的。這種看法在盧修斯·厄尼厄斯·塞內加（Lucius Annaeus Seneca）的《菲德拉》和維吉爾（即普布留斯·維吉留斯·馬羅Publius Vergilius Maro）的《農事詩集》中得到確認。是大普林尼（即加伊烏斯·普林尼·塞坤杜斯（Gaius Plinius Secundus）對此知道更多，他提到蠶屬家蠶（學名為bombyx mori)或蠶蛾，並在《自然史》中寫道「它們像蜘蛛一樣織網，而這些網成為一種女人使用的奢侈布料，稱作絲綢。」

## 絲綢在中國古代的使用
中國的桑蠶養殖原來只有婦女從事，因而許多婦女受雇於絲綢製造行業。即使有人認為一件奢侈產品的發展毫無用處，絲綢還是在社會高層掀起一股狂潮。 《禮記》規定絲綢只給王室成員使用。之後近一千年穿戴絲綢是皇帝和貴族的專利。之後，絲綢逐漸地滲透到中國社會的其它階層。絲綢開始用於裝飾而且也開始用於較不奢侈的方面：如樂器，釣魚和弓箭製造。直到清代（1644年至1911年），农民才有权力穿戴丝绸。
造紙術是中國古代最偉大的發明之一。西漢開始人們用包括絲在內的各種材料製成各種大小的紙張。，東漢時絲綢工人已經開始製造絲綢紙張。絲綢、竹子、亞麻、麥桿和稻桿都被用於製造紙張，而絲製紙張成為高級紙張的主要類型。在湖南馬王堆辛追墓中，研究人員已經找到漢代文字書寫在絲製紙上的例子。這種材料肯定更加昂貴，但也比竹簡更加實用。研究人員已經發現許多主題的專著，包括氣象學、醫學、天文學、神學，甚至地圖也畫在絲綢上面。

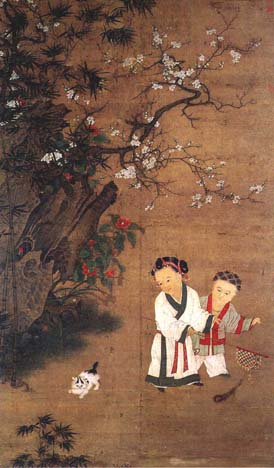
宋代畫家蘇漢臣所繪的絹畫，描繪穿著絲綢衣服的小孩

漢代時絲綢憑本身的特質持續成為有價值的物品，而 不單單只是作為一種材料。絲綢被用於支付稅收以及對臣民的賞賜。當時有人根據黃金的一定重量而估計絲綢產品的價格，而且絹的長度在中國成為除銅幣之外的貨幣標準。絲綢帶給中國的財富挑起周圍各國人民的嫉妒。公元前2世紀開始，匈奴經常掠奪漢代的各州郡達250年之久。絲綢是中國皇帝安撫外族部落的一種常見物品。  
|  | …軍隊的工資表格告訴我們，士兵們得到的工資是成捆成捆的平紋絲綢織物。在漢代，這種織物作為貨幣流通於市面。士兵們可能和來到長城關口來出售馬匹和皮毛的游牧民族交換他們的織物。 |

一千多年以來，絲綢一直是中國皇帝給予鄰國和屬國的外交禮物。絲綢的用處變得如此重要，「糸」（纟）這個字不久也組成漢字的主要偏旁之一。
大致來講，絲綢的使用在中國受到非常細致的法規的管理。比如，在唐代和宋代，根據官員品秩、職務，規定官服的顏色。明代時絲綢開始被用於一系列的裝飾用品如手帕、荷包、腰帶、補子等。這些飾品仍然反映官吏的品級和職務，如大帽（一種頦下系細繩的帽子）為戰士、官員和有功名的士大夫所用。中國上層社會的婦女也以絲綢在她們的衣服上添加無數裝飾設計。《金瓶梅》第十四回對一件明代的織物有如下描述：
|  | 只見潘金蓮穿上香色潞紬（绸）雁啣蘆花樣對衿襖兒，白綾豎領，粧花眉子，溜金蜂趕菊鈕扣兒。 |

宋代人製絲过程
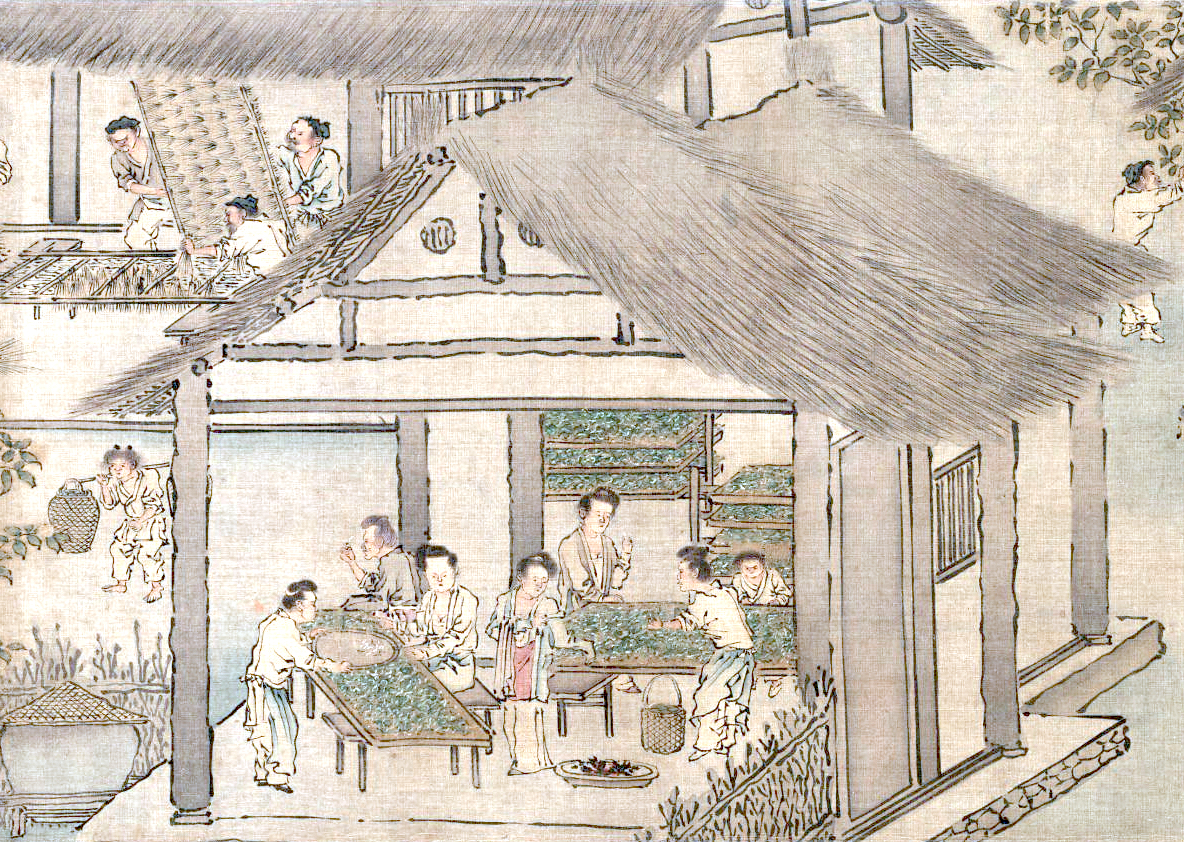
把蚕和桑叶放在托盘上。
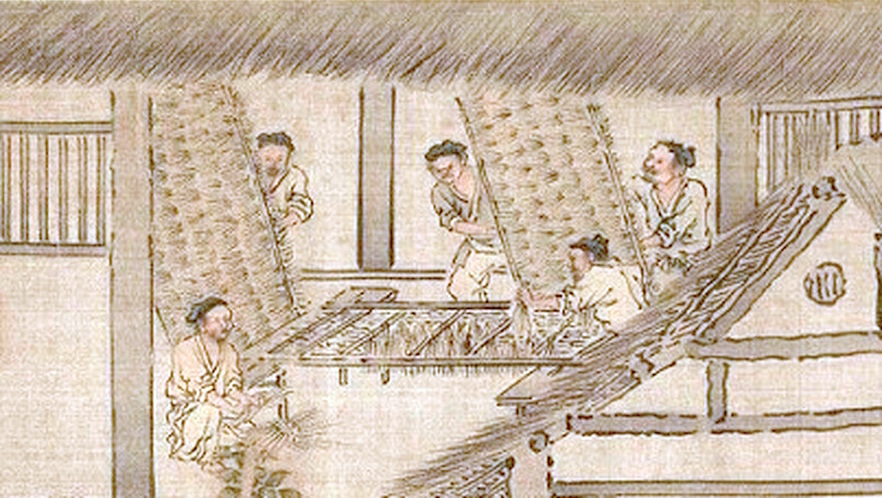
准备好养蚕的嫩枝架。
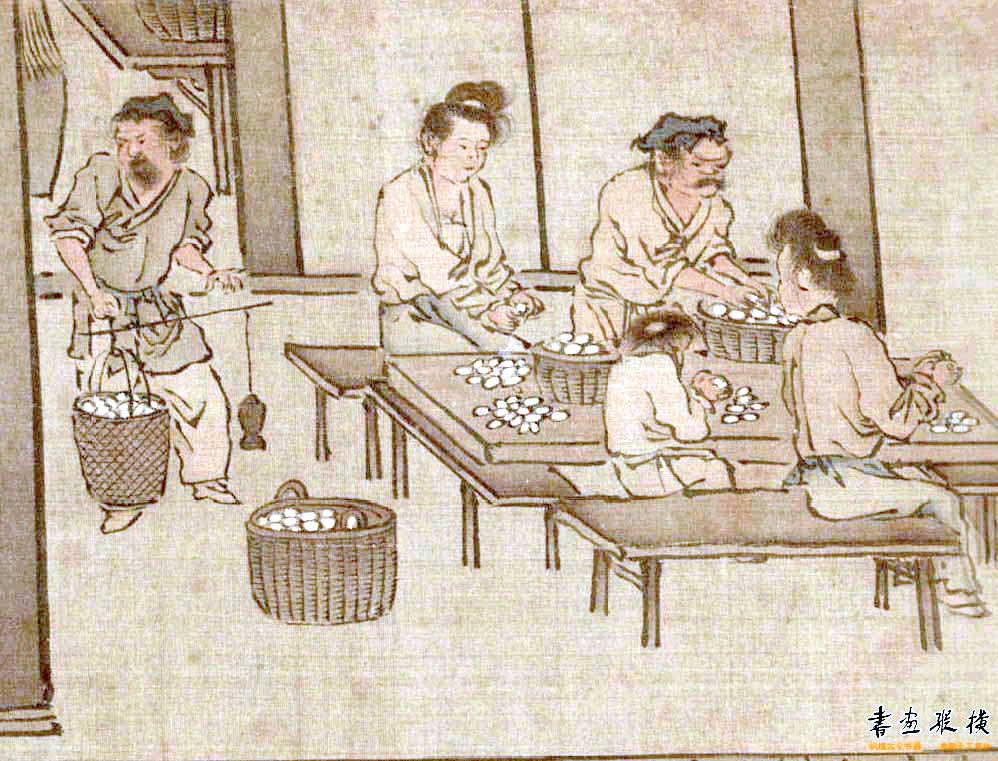
称蚕茧的重量。
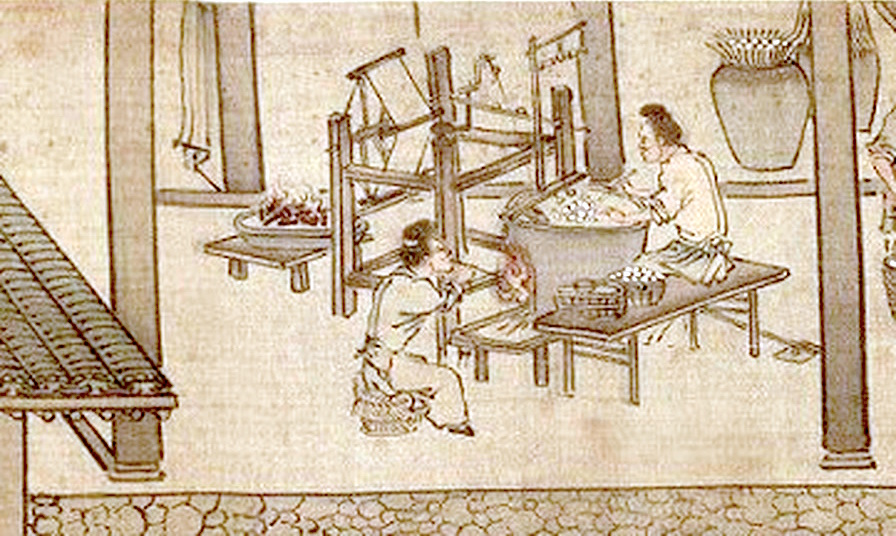
浸泡蚕茧并将丝绸缠在线轴上。
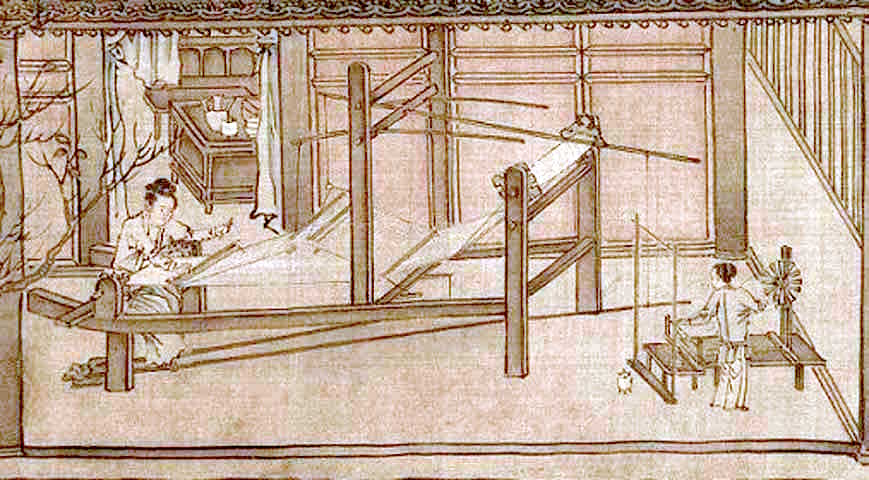
用织布机织丝绸。

## 中國絲綢及其貿易

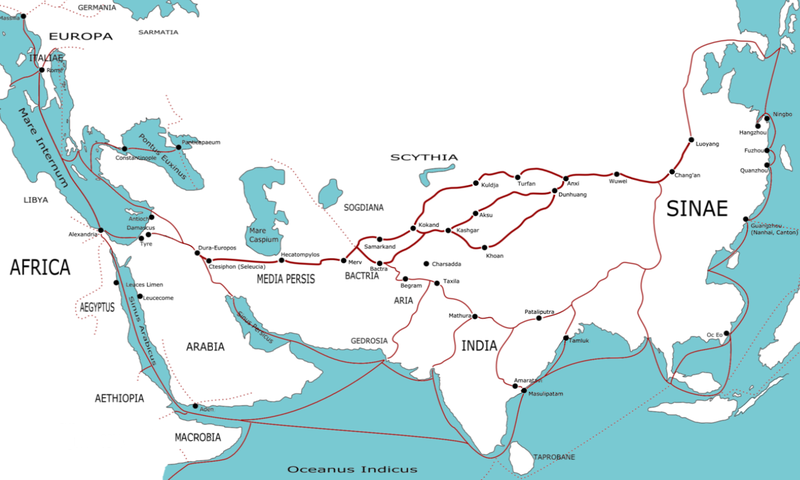
公元前500年至500年的主要丝绸之路

許多考古發現，絲綢遠在中國人開闢絲路之前，已經成為外國人所欣賞的一種奢侈品。例如，考古人員在埃及帝王谷一具公元前1070年的木乃伊墳墓裡發現絲綢。絲綢之地的人民（絲民）這個術語先被希臘人，再被羅馬人開始用來稱呼遙遠的中國之居民。根據某些歷史學家所述，首次接觸絲綢的羅馬人是敘利亞執政者——克拉蘇領導的古羅馬軍團成員。據說，在卡雷戰役時，古羅馬軍團在幼發拉底河附近驚奇不已地看到他們逃出的帕提亞帝國的旗幟非常亮麗，這些旗幟的布料即絲綢所做。
公元前二世紀的西漢時期，中國人開闢通往西方的絲綢之路。主要的道路是從長安（今西安）出發，要麼沿著塔克拉瑪干沙漠（世界上最乾旱地區之一）的北部行走，要麼沿著塔克拉瑪干沙漠的南部行走，然後再跨越帕米爾高原。一般來講，這些旅行隊利用這種方式來和其他商人交換絲綢。而且這些旅行隊的人很多，由100到500人不等，還有扛著大約140公斤貨物的駱駝和氂牛。這些旅行隊將中國和安提阿以及地中海的沿海地區連接在一起。從長安到這些地方大概需要一年的時間。中國南部的第二條路線穿過葉門、緬甸和印度，然後重新加入北方路線。
公元前30年，埃及被征服後不久，地中海新霸主古羅馬和亞洲之間的正常貿易開始。這種貿易以羅馬人對來自遠東絲綢的慾望為市場，之後，由帕提亞人再重新將絲綢賣給羅馬人。因為經濟與道德原因，羅馬元老院無法禁止穿戴綢衣。進口中國絲綢導致大量黃金流出羅馬。這種高級品以致後來絲綢衣服被認為是一種頹廢和不道德的象徵。
|                                | 「如果這些料子沒有把人的身體掩藏起來的話，甚至沒有把某人合情合理的行為掩藏起來的話，那麼我能看見被稱作服裝的綢服。……可憐成群的女傭在一塊兒勞作，因而那些奸婦可能透過薄薄的裙子看到她的身體，因此她的丈夫再也不比任何外人或陌生人更熟悉他妻子的身體。」 |
| ——塞内卡，Declamations Vol. I. | |

在中世纪晚期（十四世纪到十五世纪），随着海上贸易的发展，穿过丝绸之路的大陆间贸易开始衰落。丝绸之路是中国、印度、古埃及、波斯、阿拉伯和古罗马文明发展的一个重要因素。虽然丝绸无疑是来自中国的主要贸易项目，但许多其他商品也被买卖，各种技术、宗教和哲学也在传播，淋巴腺鼠疫(黑死病)也沿着丝绸之路传染开来。一些其他的商品交易也开展起来，包括丝绸、缎、麻和其他精细面料、麝香、香水、香料、药品、珠宝、玻璃器皿、甚至大黄等奢侈品，还有奴隶。中国交易丝绸、茶和瓷器；而印度交易香料、象牙、纺织品、宝石和胡椒；罗马帝国出口黄金、白银、细玻璃器皿、酒、地毯、珠宝等。虽然“丝绸之路”这个词意味着一个持续的的旅程，但很少有人能从头至尾地穿越它；在大多数情况下，货物是被一系列的代理商以不同的路线转运，然后在绿洲城镇的繁华街市被买卖。古代主要的贸易商是印度和大夏的商人，然后是从公元5世纪到公元8世纪的中亚粟特的商人，再后来是阿拉伯和波斯的商人。

## 絲綢生產的傳播

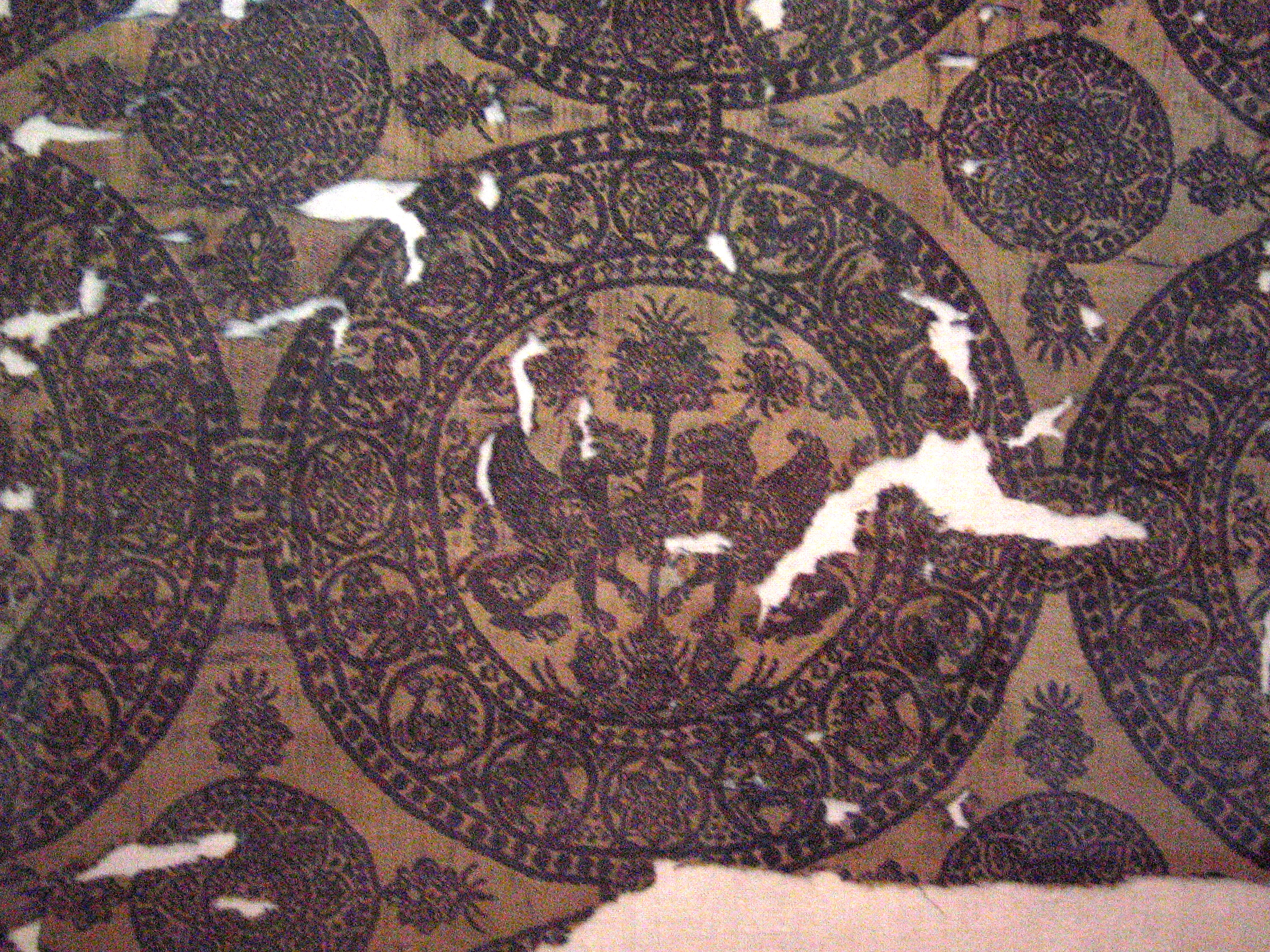
伊朗國家博物館內儲藏的伊朗早期伊斯蘭階段薩珊王朝授意的雙面綢，飾有翼獅和生命樹。

雖然絲綢在整個歐洲和亞洲大部分地區早已聞名遐邇，但中國能在絲綢生產方面保持著一種幾近壟斷的地位。日本彌生時代，百济（新罗）给应神天皇的贡品里有两个从吴国来的缝织人。后来应神天皇复遣阿知使主前往吴国求缝工女。雄略天皇在位期间，阿知使主带回汉织女、吴织女。在隋唐時期，養蠶技術通過頻繁外交的交換而更大規模地被引進飛鳥至奈良時代的日本。
从公元前4世纪起，通过那些用黄金、象牙、马匹或宝石交换丝绸的商人，丝绸开始到达希腊世界。在通往罗马帝国的边界上，丝绸成為估算不同产品价值的货币标准。希臘化時代的希臘欣賞高品質的中國商品，因而不遺餘力地在地中海盆地种植桑树和饲养桑蚕。萨珊王朝的波斯控制着运往欧洲和拜占庭的丝绸贸易。据第一个得到丝绸的希腊人斯特拉波所说，希腊语中“丝制的”这个词是"σηρικός"。它来自“赛里斯”(Seres，Σῆρες)这一名称。希腊语衍生出拉丁语"sericum"、古英语"sioloc"，以及中古英语里的"silk"。公元前4世纪以后希腊人以及之后的罗马人以“赛里斯”称古代的中国。

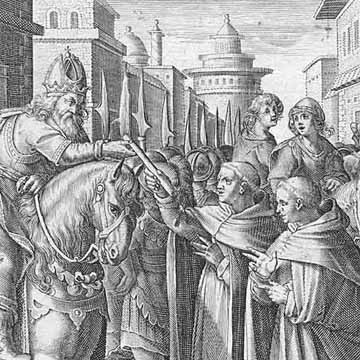
查士丁尼一世派出的修道士送桑蠶給他。

根據普羅科匹厄斯的故事，直到公元552年，拜占庭皇帝查士丁尼一世才獲得首批桑蠶卵。他已派出兩位聶斯脫利修道士到中亞，因而他們能把桑蠶卵藏在竹罐里偷運給他。而在這兩位修道士的照顧下，雖然桑蠶沒有在到達之前結繭，但蠶卵依然孵化。憑借東羅馬帝國要發展一個巨大絲綢行業的意圖以及運用從薩珊王朝學到的技術，拜占庭教堂因而能給皇帝製造織物。雖然這些修道士在織物方面有著合法的控制權，但東羅馬帝國繼續從地中海其它城市中心進口絲綢。拜占庭技術的重要意義並不是在於製造加工的結果，而是對表演和裝飾所付出的謹小慎微的關注。他們使用的編織技術來自埃及。五世紀開始出現首批簡單織機的簡圖。
憑借逐漸擴大的征服，阿拉伯人把養蠶業傳播到整個地中海沿岸。這些地區還包括非洲、西班牙和西西里島。所有這些國家和地區發展成為一個重要的絲綢工業。拜占庭和穆斯林各種品質的織絲中心彼此影響，這已使得極少傳世樣品鑒定和日期很難準確描述。除此之外，還有其它城市安達魯西亞（西班牙的一個自治區）和盧卡（義大利的一個城市）的仿製品。
與此同時，中國人失去絲綢生產的壟斷地位，不過，他們在唐朝時把自己重新建立成為主要絲綢供應者，並於宋朝時大規模工業化製造絲綢產品。中國繼續沿著絲綢之路向歐洲和近東出口高品質絲綢。
很長時間之後，絲綢生產技術隨著十字軍東征開始向整個西歐傳播。1147年，拜占庭皇帝曼努埃爾一世正在集中所有的努力進行第二次東征時，諾爾曼國王西西里島的羅傑二世卻襲擊拜占庭帝國的兩個重要絲綢生產中心——科林斯和底比斯。他們掠奪糧食和絲綢生產的基礎結構，並把所有的工人驅逐出境而去巴勒莫（西西里島西北部城市），因此，這也導致諾爾曼絲綢工業開始繁榮。1204年，第四次十字軍東征對君士坦丁堡的洗劫導致該城及其絲綢行業的衰落，而許多技術工人在十三世紀早期離開這裡。在君士坦丁堡的兩千名熟練織布工到義大利之後，義大利發展出一個龐大的國內絲綢行業。許多工人也選擇在阿維尼翁（法國東南部城市）定居而為阿維尼翁教宗們提供絲綢產品。
十一世紀和十二世紀開始，義大利西北部的盧卡國絲綢工業突然開始繁榮。這是由於西西里人、猶太人和希臘人沿著許多其他移民的周邊城市而移民到義大利南部。隨著東方國家裡許多義大利貿易站的消失，中國絲綢的進口急劇下降。由於為滿足富人和強大的資產階級對奢侈織物的需求，盧卡、熱那亞、威尼斯和佛羅倫薩城邦不久開始向歐洲所有地區出口絲綢。1472年，單單佛羅倫薩市便有84家作坊以及至少7000名紡織工人。

### 相互影響

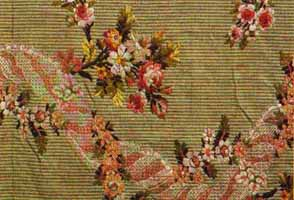
1760—1770年裡昂的法國絲錦緞

絲綢由各種野生和家養鱗翅目昆蟲孵化的卵而逐漸長成的幼蟲吐絲而成。而許多國家也生產野生絲綢，中國人由於擁有絲綢生產最佳物種——蠶屬野桑蠶（學名Bombyx mandarina）和其馴養的後代蠶屬家蠶（學名Bombyx mori），是首批開始大規模生產絲綢的人。據北宋人秦觀的《蠶書》記載，當時中國已有一種稱為繅車的繅絲機器。蠶繭先被放在一大盆熱水裡，絲線通過微小的指導環而離開大盆，並由前後運動而被繞在一個大線軸上。但中國早期關於紡織技術運用的信息很少。漢代時很可能是使手搖動紡車。1210年的《蠶織圖》首次描繪出紡車圖像。而由元朝人王楨所著、1313年成書的《農書》中則首次記載水轉大紡車。
後來人們更解使用過的織機。大約1210年編撰的《農桑輯要》有著豐富的圖片和說明，而且許多信息和絲綢有關。這本書再三強調，中國的織機比其它所有的織機都要高級的多。書中講到兩種工人不需要用手搖動的織機：一種是源於歐亞的拉花機，另一種被認為是源於東亞的踏板織機。當然，還有許多創造於十二和十三世紀的織機簡圖。當觀察地更仔細些，人們可以看得出歐亞織機之間的許多相似性。自晉朝以來，有關絲緞存在的記錄十分良好，而且自公元前二世紀以來，四軸織機和其它發明，使得人們可以創造出絲錦緞。

## 中世紀絲綢

### 一種更豐富的奢侈品

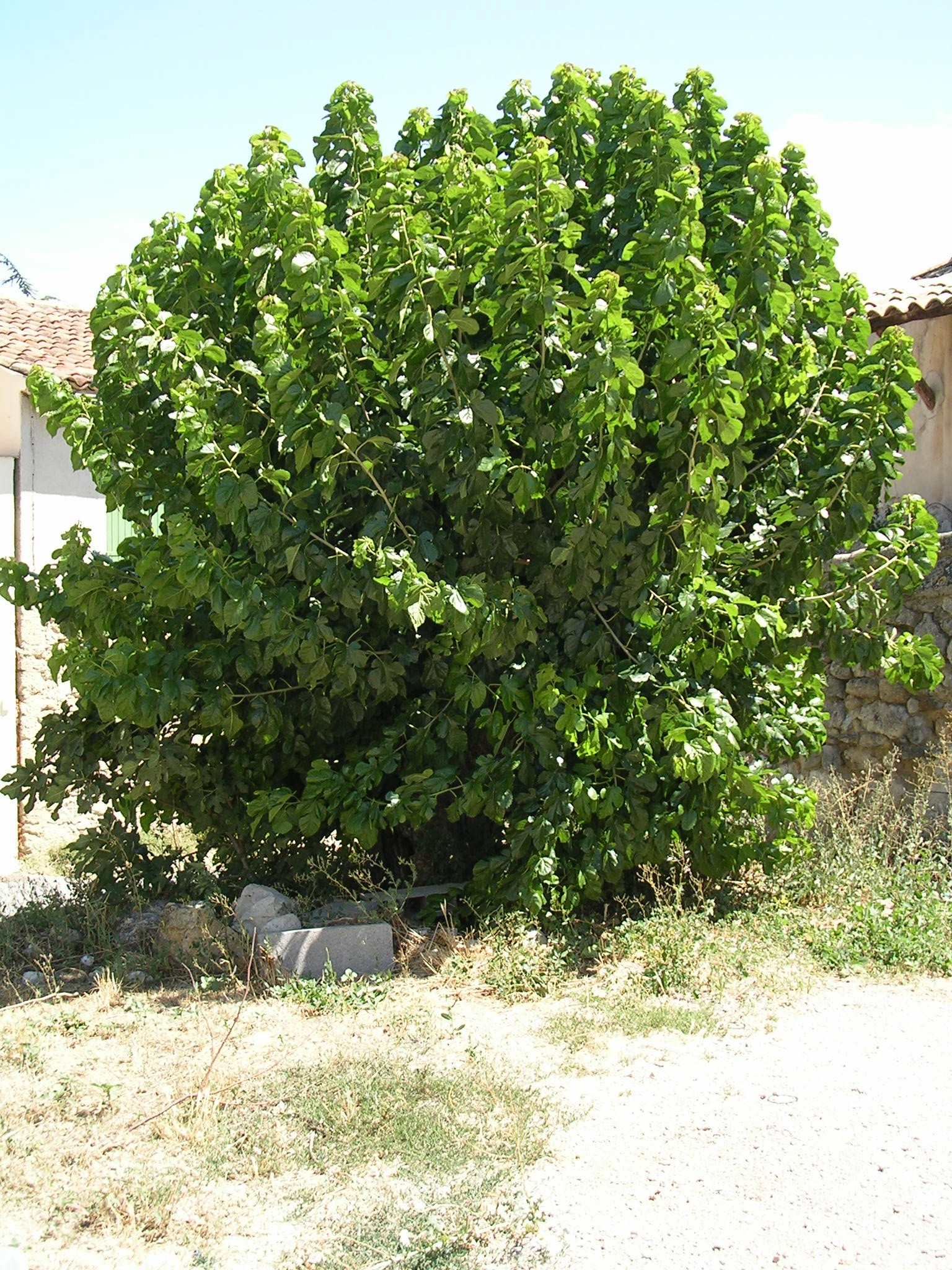
普羅旺斯一棵成熟的桑樹。

中世紀的全盛時期以繼續運用原有的絲綢生產技術為特點。那個時期，既沒有材料方面的任何改变，也没有生产工具方面的革新。雖然十三世紀的改革要大而且更重要，但十世紀至十二世紀期間，各種小的改革也已经开始涌现。短期內，新的織物開始出現；麻和棉花也都有各自特別的生產技術。自羅馬時代即已聞名的絲綢仍然是一種稀有而昂貴的材料。 希臘和敘利亞（六世紀到八世紀）的拜占庭的养蚕场以及在西西里島和西班牙（八世紀到十世紀）养蚕的的阿拉伯人能夠大量提供這種奢侈物品。

### 改進後的技術

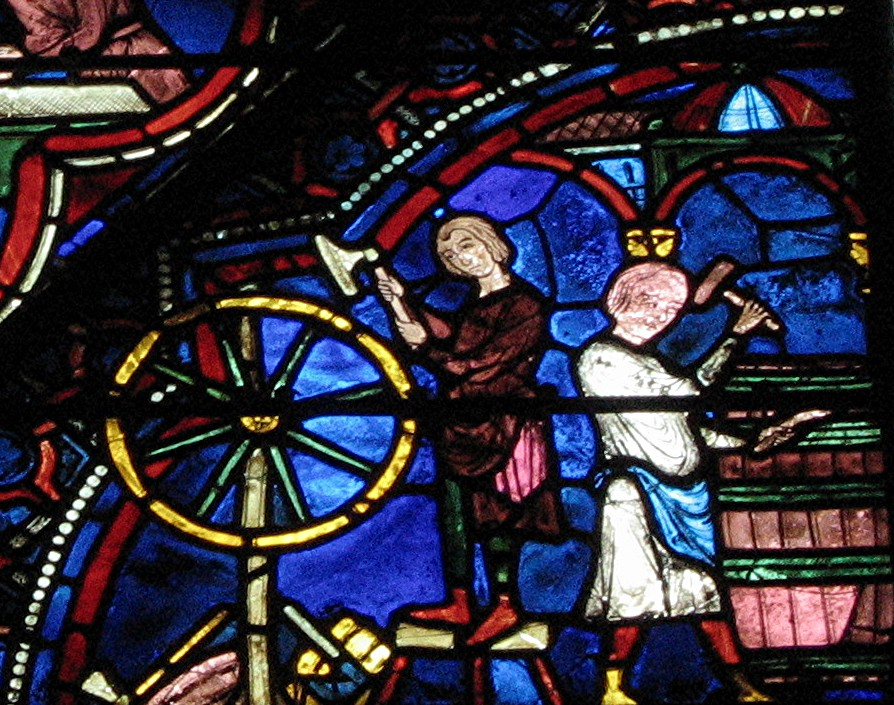
沙特爾主教堂花窗玻璃片上首次描繪的一輛紡車。

十三世紀的絲綢業已經擁有一項日新月異的技術，並且經歷很多重大的變化。紡織工業的進展很可能和十八世紀末的英國壹起作為一個整體，是這些技術進步背後的動力。絲綢由於這一點而在歷史上確實佔有特殊地位。
從十三世紀開始，絲線縮絨的原始方式已投入使用。1221年加蘭的約翰的字典和1226年厄特讓·布瓦洛的《商人手冊》列舉很多可能已經是並紗機的設備。1270年至1280年期間，那些在博洛尼亞使用的器械進一步被完善。從十四世紀開始，許多文獻間接提到相當繁雜的設備的使用。
原來為絲綢工業開發的繞線輪現在有更多的用途。紡車留存的最早描述是沙特尔主教座堂的一扇花窗玻璃。各種筒管和經紗機器在沙特爾大教堂的花窗玻璃上和科隆哥特式大教堂的濕壁畫上一起出現（約公元1300年）。齒型整經機很有可能是由絲綢工業創造的；這種機器不僅容許經紗更均勻壹致而且容許經紗有更長的長度。
從十四世紀末開始，黑死病的破壞毫無疑問導致該行業向廉價的技術轉變。行會早期完全禁止的許多事情現在卻是司空見慣之事（用低品質的羊毛，梳理等）。而絲綢行業內，使用水力的工廠不斷增加，到十五世紀為止，卡拉布裏亞的約翰（Jean le Calabrais）設計的織機幾乎得到普遍的使用。

### 法國絲綢工業

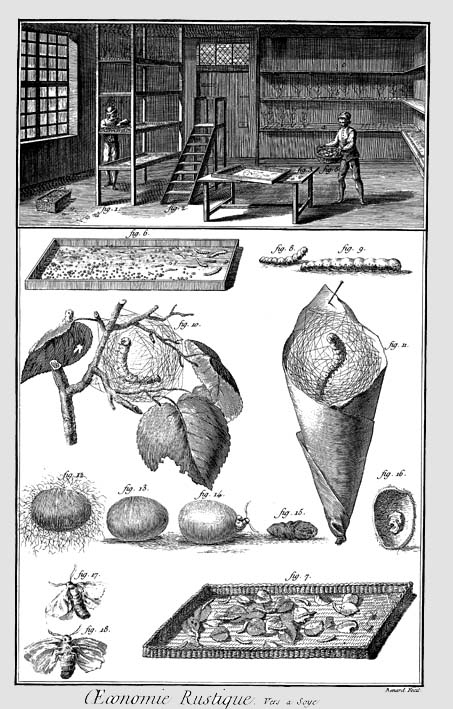
法国《百科全书，或科学、艺术和工艺详解词典》的一幅圖片, 展示養蠶和絲綢生產的不同步驟。

義大利的綢布非常昂貴，原因在於原材料和生產成本都很貴。義大利的工匠證明無法跟上法國時裝的急切需求，因為法國時裝不斷地要求更輕且價格更便宜的材料。 這些材料被用於服裝，而服裝生產也開始在本地完成。然而，意大利絲綢在那些最珍貴的絲綢中還是長期存在下來，而且大部分用於裝飾以及染上絢麗的色彩。
里昂效仿當時已經成為奢侈紡織品工業的中心的義大利城邦（如威尼斯、佛羅倫薩、盧卡等），在法國市場獲得類似的功能。1466年，國王路易十一決定在里昂發展國家絲綢工業。面對里昂居民的抗議，國王讓步並將絲綢制造業轉移到图尔市，但图尔市的絲綢工業保持在相對不太重要的地位。他的主要宗旨是削減法國和意大利的貿易逆差，因為這個貿易逆差導致法國每年損失四十萬到五十萬金埃居 （埃居為法國古貨幣）。 大約1535年，在弗朗索瓦一世的統治下，兩位商人斯蒂溫·蒂尤凱（Étienne Turquet）和巴泰利米·納里斯（Barthélemy Naris）被授予皇家憲章，來發展里昂的絲綢貿易。1540年，國王弗朗索瓦一世授予里昂城擁有絲綢生產的專營權。從十六世紀開始，里昂成為歐洲絲綢貿易的首都，尤其是生產許多名牌時裝。 由於獲得信心，里昂生產的絲綢開始放棄原來的東方風格，取而代之的是他們自己的強調風景畫的獨特風格。成千上萬的工人，特別是絲綢工人投身於這項蓬勃發展的工業。17世紀中葉，里昂有壹萬四千多架織布機在運作，而絲綢行業也養活該城三分之一的人口。
十八世紀和十九世紀的普羅旺斯經歷一次養蠶業的繁榮。這次繁榮一直持續到第一次世界大戰，普羅旺斯生產的大部分絲綢向北運往裏昂。维安和茹爾當堡是從後來已經消失的桑樹種植園中獲益最多的位於呂貝宏的兩個市鎮。 在國內制度的統治下，人們在家工作，絲綢紡織和絲綢處理雇傭很多人，並且增加工人階級的收入。

### 法国向其它國家傳播

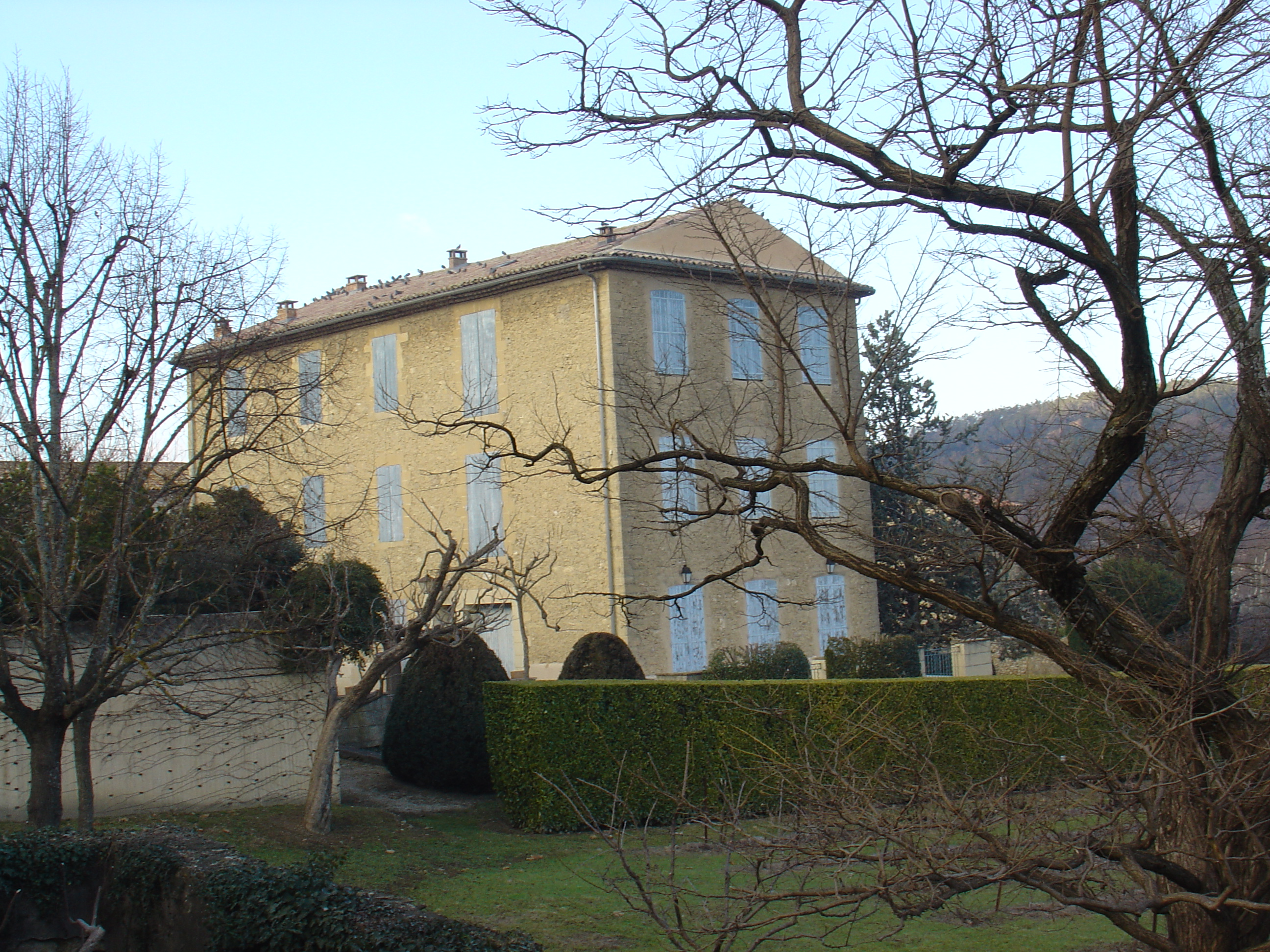
呂貝宏的一塊原桑蠶地。

在亨利四世統治下，英國也開始尋求發展絲綢工業，但一直到十七世紀八十年代南特敕令的撤銷，才出現機會，成千上萬的法國胡格諾派教徒開始移民到英國以逃避宗教迫害，他們當中有許多人是熟練的織布工和養蠶專家。包括斯皮塔佛德在內的一些地區見證許多高品質的絲綢作坊如雨後春筍般出現，他們的產品和歐洲大陸絲綢的區別主要在於使用的色彩不同。 不過，英国的气候阻礙英國國內的絲綢貿易主導全球絲綢業。
自1619年起，在英格蘭國王詹姆斯一世統治下，許多人想象著在美國的各個英國殖民地發展絲綢工業。然而，這些殖民地的絲綢工業從未發展為很大的絲綢行業。同樣，絲綢被引入許多其它國家，包括墨西哥，該國於1522年由科爾特斯引進絲綢工業。這些新絲綢工業只有極少數發展到相當大的規模。

## 自工業革命以來的絲綢

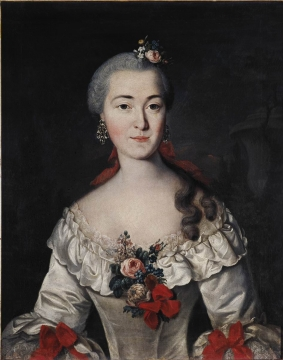
戴维·吕德斯（1759）绘制的玛丽亚·伊万诺夫娜·塔季希瓦的肖像，
莫斯科国立特列季亚科夫画廊，展示塔季希瓦女士穿着棱纹丝绸服。

### 工業革命的開始
由於取得舉世矚目的技術創新，紡織行業大規模的迅速發展，象徵大不列顛棉花行業領導的工業革命開始。在工業革命早期，織物生產的不同階段之間往往有些技術創新方面的差異。而這些差異卻鼓勵互補性的創新。比如，紡紗技術的發展比編織技術要快地多。
然而，絲綢行業並沒有從紡紗的技術創新中獲得任何利益，因為絲綢自然而然地已經是絲線。織絲錦緞、銀錦緞和金錦緞需要非常謹慎而且精確的加工過程，因為每個顏色的絲線需要其自己專用的梭子。17世紀和18世紀，絲綢生產在簡單化和標準化方面開始取得進步，还有很多进展也在不断取得。1775年，布香（Bouchon）和福爾肯（Falcon）的打孔卡織布機出現。後來，雅卡爾·德·沃康桑（Jacques de Vaucanson）改善這種織布機。再後來，約瑟夫-瑪麗·雅卡爾（Joseph-Marie Jacquard）提高福爾肯（Falcon）和沃康桑（Vaucanson）的設計，引進完全創新的雅卡爾織機。這種織布機容許一系列穿孔卡以正確的順序進行機械加工。 而且，雅卡爾織機的這些穿孔卡是現代計算機的直接前身，因為它們提供一種可編程的（有限）形式。這些穿孔卡本身被運用到計算機，而且非常普及，直到二十世紀七十年代它們旧到不能再用才逐漸消失。從1801年開始，由於雅卡爾織機的有效性，織花技術變得高度機械化。雅卡爾織機背後的系統方法甚至容許複雜的設計得以大規模生產。
但是，雅卡爾織機立即受到工人們的譴責。他們指責雅卡爾織機導致失業，但被发明后不久，雅卡爾織機對絲綢行業來說已經開始變得非常重要。1806年，該織機被宣布為公共財產，而雅卡爾被授予退休金並擁有每架織機的版權使用費。1834年，單單里昂便有總達2885台雅卡爾織機。 1831年，里昂絲綢工人起義預示著工業革命中許多更大的工人起義。里昂絲綢工人佔領里昂市，直到苏尔特元帅領導的軍隊進行血腥的鎮壓，他们才得以放弃。1834年裡昂發生和第一次起義相似的第二次絲綢工人起義。

### 歐洲絲綢工業的衰落
1845年，首批桑蠶疾病開始出現，並造成一次流行。蚕微粒子病由家蠶微孢子蟲（學名微粒子蟲屬家蠶種Nosema Bombycis）引起，多角病由病毒引起，吃到受感染的桑葉而引起的蠶軟化病，或由白僵菌屬真菌球孢白僵菌（學名Beauveria bassiana）引起的白僵病就是其中的幾種。這些疾病開始大規模的散佈，而且在襲擊桑蠶之後，其它病毒開始感染桑樹。作為法國農業部長的化學家讓-巴蒂斯特·安德烈·杜馬（Jean-Baptiste Dumas）負責阻止這些疾病的散佈。面對養蠶業的求助，他請路易斯·巴斯德於1865年開始研究這些疾病。多年來，巴斯德一直認為微粒子病不是一種傳染性疾病。1870年，他改變觀點並訂立抑制疾病散佈的措施。
然而，桑蠶繭價格的上升，和19世紀資產階級服裝對於絲綢需求的下降，導致歐洲絲綢行業的衰落。1869年，蘇伊士運河修築通航和法國絲綢短缺，導致亞洲絲綢進口價的下降，特別是中國和日本的絲綢。
從长萧条时期（1873-1896年）開始，里昂的絲綢生產已發展為全工業化，而手動織機則迅速消失。19世紀是以化學進步而引起紡織工業發展為其特點。苯胺的合成法被用於製造苯胺紫染料，而奎寧（或金雞納鹼）的合成法則被用於製造靛藍染料。1884年，伊萊爾·德·夏杜內伯爵（Count Hilaire de Chardonnet）發明了人造絲，並於1891年創立一間生產人造絲（粘膠）的工廠。人造絲的成本低廉許多，而且在一定程度上取代天然絲綢。

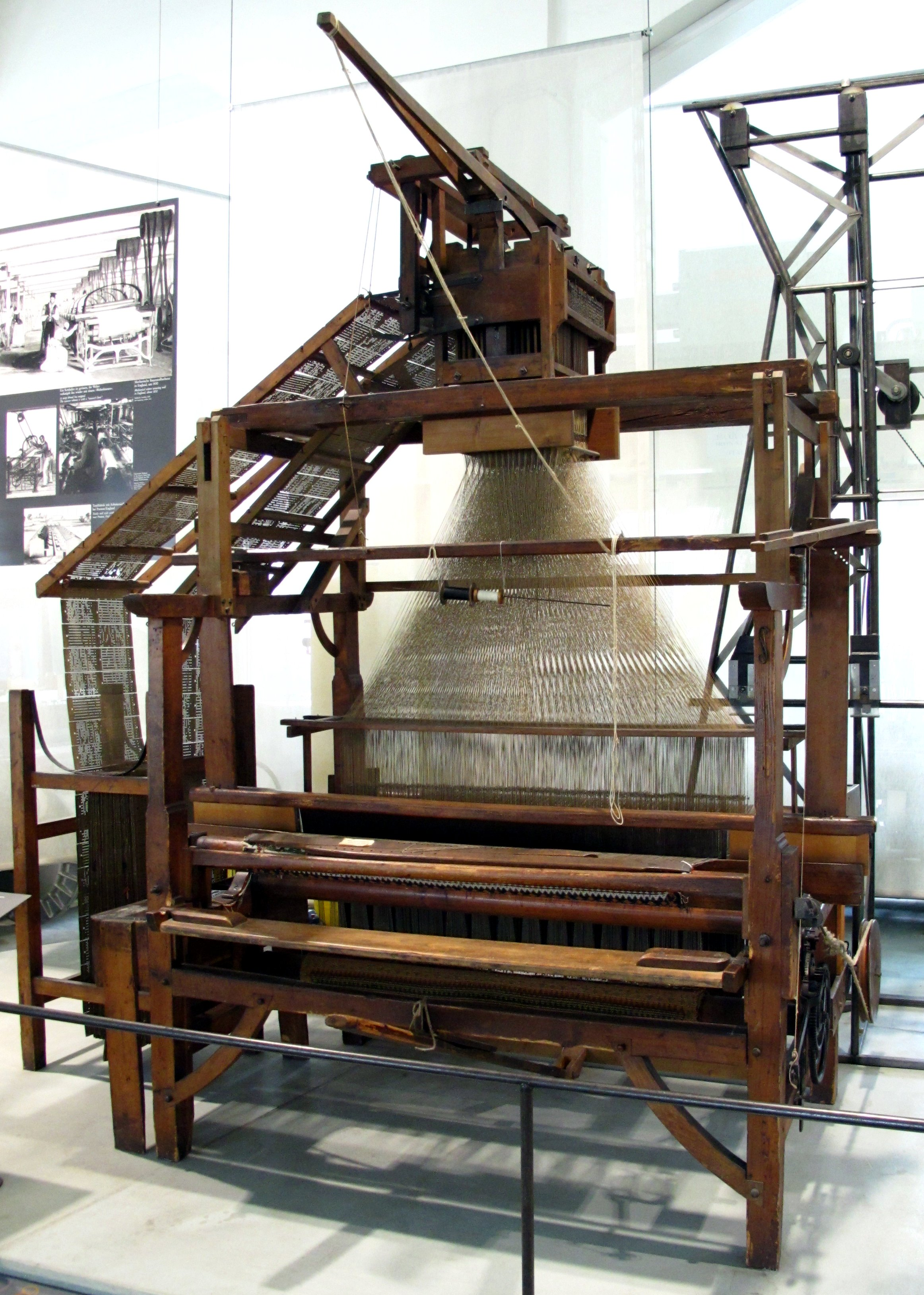
一台由约瑟夫·玛丽·雅卡尔发明的织机：雅卡尔织机。
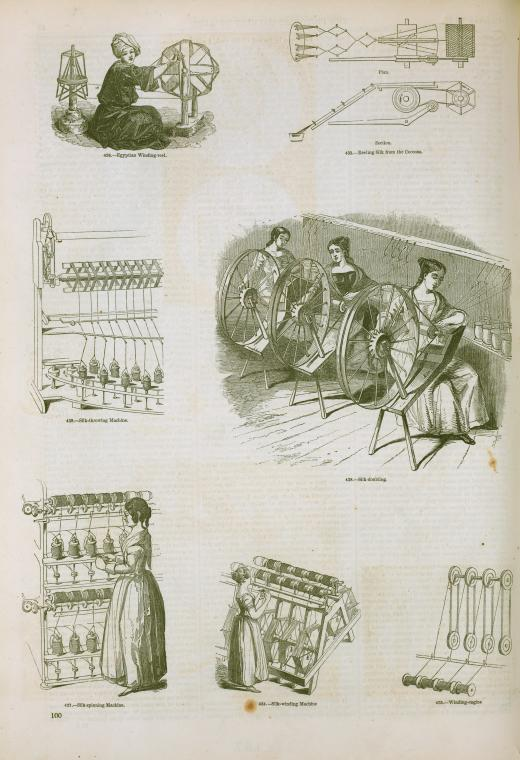
1858年，英格兰丝绸纺织生产中使用的纺纱机，绕线机，并纱机和捻丝机插图。
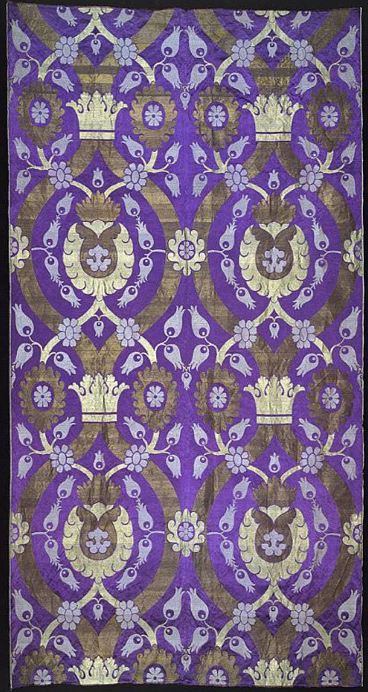
大约1887年，苏格兰一幅机织的丝绸、棉花和镀金金属条包裹的棉饰条，并受到土耳其纺织品启示的郁金香图案。

## 現代絲綢
歐洲危機之後，日本養蠶業透過現代化的方式，成為世界上最重要的絲綢生產國。義大利成功地從經濟危機中再次回升，但法國卻再也沒有恢復。歐洲的城市化過程中，許多法國和義大利農業工人離開絲綢行業，前往利潤更多的工廠效力。從日本進口的生絲，得以填補歐洲絲綢的空缺。 以前為原材料（蠶繭和生絲）出口国的亞洲國家。逐漸開始出口越來越多的成品服装。
第二次世界大戰期間，由於日本的絲綢供應被切斷，西方國家被迫尋找替代品。這時合成纖維如尼龍等代替絲綢而被用於製作降落傘和長筒襪等產品。即便絲綢仍舊是一種昂貴的奢侈品，但許多失去的市場，已無法重新獲得。 戰後的日本透過技術改進和貿易保護主義的市場政策，而成為世界上最重要的生絲出口國。這種情況，一直持續到二十世紀七十年代。 合成纖維的重要性不斷提高，以及貿易保護主義政策的放寬，導致日本絲綢行業的衰落，而且到1975年為止，日本已不再是絲綢的淨出口國。

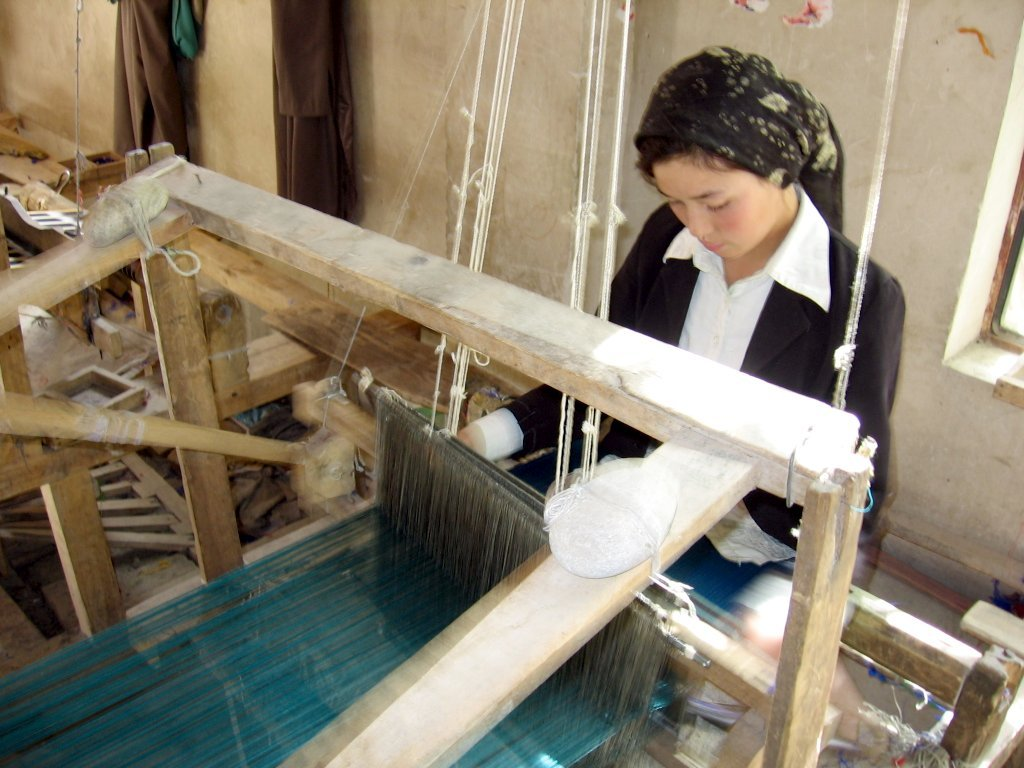
中國和田的一名造絲婦女。

中华人民共和国憑著最近的經濟改革，已成為世界上最大的絲綢生產國。1996年，中國生產世界總產量81,000噸中的58,000噸絲綢，其次是印度的13,000噸，現在日本的絲綢產量已經很少，只有2500噸。1995年至1997年之間，為提高絲綢的價格，中國將絲綢產量下降40％，使人們不禁回想起以前的物資短缺。
2006年12月，聯合國大會宣布2009年為國際天然纖維年，以便提高絲綢和其他天然纖維的形象。

## 脚注
1. ↑  Vainker, Shelagh. . Rutgers University Press. 2004: 20, 17. ISBN 0813534461.
2. ↑  Tang, Chi and Miao, Liangyun, "Zhongguo Sichoushi" ("History of Silks in China") （页面存档备份，存于）. Encyclopedia of China, 1st ed.
3. ↑  . Asian art.   [2007-08-02]. （原始内容存档于2019-06-02）.
4. 1 2 3 4 5 6  （法文） Charles Meyer, Des mûriers dans le jardin du mandarin, Historia, n°648, December 2000.
5. 1 2 3  （法文） "Soie'" (§2. Historique), Encyclopédie Encarta
6. 1 2 3 4  . The Silk Association of Great Britain.   [2007-10-23]. （原始内容存档于2007-09-29）.
7. 1 2 3  王邦维. . 澎湃新闻网. 澎湃新闻·私人历史. 2015-04-13  [2015-07-27]. （原始内容存档于2020-11-04）.
8. ↑  Hill (2009), "Appendix A: Introduction of Silk Cultivation to Khotan in the 1st Century CE.", pp. 466-467.
9. ↑  （法文） Jean-Noël Robert. . clio.fr.   [May 6, 2007]. （原始内容存档于2007-05-22）.
10. ↑  Pliny the Elder, Naturalis Historia 11.xxvi.76
11. 1 2  （法文） Histoire des techniques p.455
12. ↑  Plous, Estelle. . TravelLady Magazine.   [2007-05-20]. （原始内容存档于2007-09-28）.
13. ↑  Liu (2010), p. 12.
14. ↑  明·萬曆本《金瓶梅》
15. 1 2  . Silk road Foundation.   [2007-03-08]. （原始内容存档于2019-01-15）.
16. ↑  （法文） "Histoire de la Route de la soie", Encyclopaedia Universalis
17. ↑  （法文） Charles Meyer, "Les routes de la soie : 22 siècles d'aventure", Historia, n°648 December 2000.
18. ↑  塞内卡, Declamations Vol. I.
19. 1 2  Wood, Francis. . Berkeley, CA: University of California Press. 2002: 第9, 13–23页. ISBN 978-0-520-24340-8.
20. ↑  《古事记》中卷“若有贤人者贡上。故受命以贡上人名，和迩（人名）吉师（新罗官名）。即论语十卷。千字文一卷。并十一卷付是人即贡进。又贡上手人韩锻。名卓素。亦呉服西素二人也。又秦造之祖。汉直之祖。”
21. ↑  《日本书纪·应神纪》：“三十七年春二月，戊午朔，遣阿知使主、都加使主于吴，令求缝工女。爰阿知使主等渡高丽国，欲达于吴。”
22. ↑  《日本书纪·雄略十四年》：「十四年春正月，丙寅朔戊寅，身狭村主-青等共吴国使，将吴所献手末才伎，汉织、吴织及衣缝兄媛、弟媛等，泊於住吉津」
23. ↑  《日本国志》：「应神帝之初，得《论语》、《千文》于百济王仁。四十一年庚午，复遣阿知使主、都贺使主于吴，二人，汉孝灵皇帝之后也，魏受禅后，辟乱至倭。考庚午即西晋永嘉四年，其日吴者，意当时就吴地求之也。此事载日本《应神本纪》。求织缝女。抵高丽，高丽乃副久礼波、久礼志二人为乡导，及得工女还」。
24. ↑  Cook, (1999), p.144.
25. ↑  《文明》杂志. . 中国共产党新闻网. 2013-12-23  [2015-07-28]. （原始内容存档于2020-11-04）.
26. ↑  Paul Halsall. . 福坦莫大学.   [2015-07-28].[永久]
27. ↑  （法文） Catherine Jolivet-Lévy and Jean-Pierre Sodini (2006),  "Byzance", in Encyclopaedia Universalis
28. ↑  （法文） Histoire des Techniques p.435
29. 1 2  （法文） Anne Kraatz, Marie Risselin-Steenebrugen, Michèle Pirazzoli-t』Serstevens and Madeleine Paul-David (2006), "Tissus d'art", in Encyclopaedia Universalis
30. ↑  David Jacoby, "Silk Economics and Cross-Cultural Artistic Interaction: Byzantium, the Muslim World, and the Christian West", Dumbarton Oaks Papers 58 (2004), pp. 197-240.
31. ↑  Heleanor B. Feltham: Justinian and the International Silk Trade （页面存档备份，存于）, p. 34
32. ↑  （法文） Georges Ostrogorsky, Histoire de l』état byzantin, Payot, 1956, reedited in 1977, ISBN 2-228-07061-0
33. ↑  （法文） Histoire des techniques p.551
34. ↑  Joseph Needham, Francesca Bray, Hsing-Tsung Huang, Christian Daniels, Nicholas K. Menzies, Science and Civilisation in China, Cambridge University Press, 1984 p. 72 ISBN 0-521-25076-5
35. 1 2  Xinru Liu, Silk and Religion: An Exploration of Material Life and the Thought of People AD 600 - 1200, Oxford University Press US, 1998.
36. ↑  （法文） Histoire des Techniques p.553
37. 1 2  （法文） Histoire des Techniques p.557
38. ↑  Ronan (1994), 68,
39. ↑  （法文） Histoire des Techniques p.639
40. ↑  （法文） Autour du Fil, l'encyclopédie des arts textiles
41. ↑  （法文） Georges Duby (ed), Histoire de la France : Dynasties et révolutions, de 1348 à 1852 (vol. 2), Larousse, 1999 p. 53 ISBN 2-03-505047-2
42. 1 2 3  （法文） Gérard Chauvy, "La dure condition des forçats du luxe", Historia, n°648, December 2000
43. ↑  （法文） Guide Gallimard - Parc naturel LUBERON
44. ↑  Thirsk (1997), 120.
45. ↑  Peter N. Stearns, William Leonard Langer The Encyclopedia of World History, Houghton Mifflin Books, 2001 p. 403 ISBN 0-395-65237-5
46. ↑  （法文） Histoire des techniques p.718
47. ↑  "Louis Pasteur （页面存档备份，存于）," Microsoft Encarta Online Encyclopedia 2007. 2009-11-01.
48. ↑  A. J. H. Latham and Heita Kawakatsu, Japanese Industrialization and the Asian Economy p. 199
49. ↑  . Japan Information Network. 2000  [October 23, 2007]. （原始内容存档于2020-11-19）.
50. ↑  Anthony H. Gaddum, "Silk", Business and Industry Review, (2006). In Encyclopædia Britannica

## 延伸阅读
- « Sericulture in Asia: Yesterday, today, tomorrow », Asia and Pacific Network ;